# 北東アジア地域自治体連合
北東アジア地域自治体連合(NEAR:The Association of North East Asia Regional Governments)は、中国、日本、韓国、ロシア、朝鮮民主主義人民共和国、モンゴル、ベトナム、キルギスの北東アジア８ヵ国９１自治体で構成され、互恵・平等の精神に基づき、相互の交流・協力の促進、地域の共同発展と世界平和への寄与を目的として創設された国際機構である。

## 創設
- 1993年に日本、韓国、中国、ロシア4カ国の自治体が一堂に会し、北東アジア地域自治体会議がスタートした。1996年に大韓民国・慶尚北道(慶州)で開かれた第4回会議において「北東アジア地域自治体連合憲章」を採択し、北東アジア地域自治体連合という国際機構として創設された。その後、朝鮮民主主義人民共和国やモンゴル国が参加して6ヵ国78自治体に拡大し、名実共に北東アジア地域の代表的な地方自治体間共同協力体として成長している。

## 組織
- 連合は、総会、実務委員会、各分科委員会で構成されており、国際フォーラム、実務者ワークショップなどを通じて連合の創設目的である北東アジア地域の共同発展に向けて様々な活動を行っている。
- 総会は、会員自治体の首長で構成される最高議決機関として隔年で開催されている。議長は、総会開催自治体の首長で、任期は2年(総会開催の前年から総会の終了まで)となっている。
- 実務委員会は、各会員自治体首長が指名する局(庁)長レベルで構成され、委員長は議長自治体の副団体長が務める。総会が開催される前年度に開催され、様々な議題について協議し議決を行う。
- 分科委員会は、各分野別に構成され、連合から提案された個別のプロジェクトの実施や課題解決への支援を行っている。現在は、経済・人文、環境、防災、教育文化、観光、海洋・漁業など17の分科委員会が設置・運営されている。

## 会員自治体
- 1996年の創設時には、中国(3)、日本(9)、韓国(9)、ロシア(8)など4ヵ国29の自治体が参加した。2002年には、朝鮮民主主義人民共和国、モンゴル国、ロシア連邦自治体の参加により6カ国40の自治体へ拡大された。2008年に中国山東省で開催された総会で韓国の仁川広域市、大田広域市、光州広域市、蔚山広域市、ロシアのマガダン8州が加入し6カ国69の会員自治体へ拡大した。2010年には、ロシアケメロヴォ州、2012年には、韓国の世宗特別自治市が新たに加入し6カ国71の自治体となった。これにより韓国は、17の広域自治体のうちソウルを除いた16の広域自治体が会員となった。2014年には、中国の吉林省、ロシアのハカス共和国、2016年には中国の陝西省、内モンゴル自治区、山西省、安徽省、2018年には日本の秋田県、2021年には中国の遼寧省が加入した。2023年には中国の甘粛省とロシアのアルタイ共和国が、2024年には中国の青海省が加入し、6カ国82の自治体が会員となった。その後日本からも3自治体がオブザーバーとして参加、またベトナム、キルギスの自治体が参加して、2025年現在、林事務総長によれば、8か国91自治体にまで成長したとされる。

### NEARの会員自治体現況(8か国９１自治体)
- 中華人民共和国(14):安徽省、黒龍江省、河南省、湖北省、湖南省、吉林省、内モンゴル自治区、寧夏回族自治区、山東省、山西省、陝西省、遼寧省、甘粛省、青海省
- 日本国(11)：青森県、秋田県、山形県、新潟県、富山県、石川県、福井県、京都府、兵庫県、鳥取県、島根県
- 大韓民国(16)：釜山広域市、大邱広域市、仁川広域市、大田広域市、光州広域市、蔚山広域市、京畿道、江原道、忠清北道、忠清南道、全羅北道、全羅南道、慶尚北道、慶尚南道、済州特別自治道、世宗特別自治市
- 朝鮮民主主義人民共和国(2)：咸鏡北道、羅先特別市
- モンゴル国(22):アルハンガイ県、バヤン・ウルギー県、バヤンホンゴル県、ボルガン県、ゴビ･アルタイ県、ゴビスンベル県、ダルハン・オール県、ドルノド県、ドルノゴビ県、ドンドゴビ県、ザウハン県、オルホン県、ウブルハンガイ県、ウムヌゴビ県、スフバートル県、セレンゲ県、中央県、オブス県、ホブド県、フブスグル県、ヘンティ県、ウランバートル市
- ロシア連邦(17)：　ブリヤート共和国、サハ共和国、トゥヴァ 共和国、アルタイ地方、ザバイカリエ地方、ハカス共和国、クラスノヤルスク地方、沿海地方、ハバロフスク地方、アムール州、イルクーツク州、カムチャツカ地方、マガダン州、サハリン州、トムスク州、ケメロヴォ州、アルタイ共和国

## 歴代議長自治体
- 初代議長　韓国・慶尚北道　李義根　知事(1996年9月～1998年10月)
- 第2代議長　日本・富山県　中沖　豊　知事(1998年10月～2000年9月)
- 第3代議長　日本・兵庫県　井戸　敏三　知事(2000年9月～2002年9月)

　※2001年8月、第3回実務委員会の開催時に、ハバロフスクは議長団体が主管する会議の順番を実務委員会→総会の順に変更することを提案
- 第4代議長　ロシア・ハバロフスク地方　イサエフ　知事(2002年9月～2002年9月)

　※第3回実務委員会開催結果により、ハバロフスク地方は総会のみ開催し、直ちに黒竜江省へ議長団体が変更された。（2002年9月）
- 第5代議長　中国・黒竜江省　張左己　省長(2002年9月～2004年9月)
- 第6代議長　韓国・釜山広域市　許南植　市長(2004年9月～2006年9月)
- 第7代議長　中国・山東省　韓寓郡　省長(2006年9月～2008年9月)
- 第8代議長　韓国・京畿道　金文洙　知事(2008年9月～2010年10月)
- 第9代議長　中国・寧夏回族自治区　王正偉　主席(2010年10月～2012年7月)
- 第10代議長　韓国・全羅南道　朴晙瑩　知事(2012年7月～2014年6月)、韓国・全羅南道　李洛淵　知事(2014年7月～2014年10月)
- 第11代議長　ロシア・イルクーツク州　イェロセンコ・セルゲイ・ウラジミロヴィチ　知事(2014年11月～2015年9月)、ロシア・イルクーツク州レフチェンコ・セルゲイ知事(2015年10月～2016年9月)
- 第12代議長　中国・湖南省　許達哲　省長(2016年9月～2018年10月)
- 第13代議長　ロシア・サハ共和国　アイセン・ニコラエフ 首長(2018年11月～2021年8月)
- 第14代議長　韓国・蔚山広域市　宋哲鎬市長(2021年8月～2023年10月)
- 第15代議長　中国・遼寧省　李楽成省長(2023年10月～2025年現在)

## 事務局
- 大韓民国・慶尚北道がNEAR常設事務局を誘致し、2005年5月2日から慶尚北道浦項市に設置されている。組織は、事務総長と企画広報部、国際協力部で構成されており、慶尚北道からの派遣公務員、国家別専門委員、各会員自治体からの派遣公務員が勤務している。事務局は、予算編成・執行、会計報告書の作成、会員自治体間の業務連絡・調整、総会、実務委員会及び分科委員会の運営支援や議決事項の執行など連合運営における中枢的な役割を果している。
- 日本は、2024年に、沖縄、山口、宮城がオブザーバーとして参加、現在11自治体*3オブザーバー参加となっている。
- NEAR事務局は、2025年2月、羽場久美子青山学院大学名誉教授を、NEAR日本地域顧問に任命した[2]。

## 歴代事務総長
- 初代事務総長　李海斗(2006年1月～2011年3月)
- 第2代事務総長 金在孝(2011年5月～2014年12月)
- 第3代事務総長 全哉垣(2015年4月～2017年3月)
- 第4代事務総長 洪鐘慶(2017年4月～2019年4月）
- 第5代事務総長 金玉彩(2019年5月～2022年10月)
- 第6代事務総長 林秉鎮(2023年2月～2025年現在）